# Albacete
Albacete je grad u jugoistočnoj Španjolskoj, središte provincije Albacete u autonomnoj zajednici Kastilja-La Mancha.

## Stanovništvo
Godine 2007., grad je imao 164.771 stanovnika.

## Povijest
Dosadašnja saznanja pokazuju da je naselje 1269. g. bilo malo selo. Prije toga selo je bilo malo naselje koje su Arapi nazvali Al-Basit što znači "jednostavno". 1241. g. osvojile su ga kršćanske snage.  

## Vanjske poveznice
- (šp.)Albacete gradska vijećnica  Arhivirana inačica izvorne stranice od 11. listopada 2011. (Wayback Machine)
- (šp.)Albacete vodič  Arhivirana inačica izvorne stranice od 7. svibnja 2005. (Wayback Machine)
- (engl.)Albacete slike